# الشاوش (فلم)
الشاوش فيلم مغربي تلفزيوني من إنتاج قناة دوزيم، ومن بطولة محمد بنبراهيم، محمد الخياري، وفاطمة وشاي. 

## القصة
الفيلم يحكي قصة شاوش في إحدى الجماعات بالدارالبيضاء والأحداث الطريفة التي تواجهه في عمله.

## روابط خارجية
- مقالات تستعمل روابط فنية بلا صلة مع ويكي بيانات